# Woodham (Buckinghamshire)
Woodham – osada i civil parish w Anglii, w Buckinghamshire, w dystrykcie (unitary authority) Buckinghamshire. W 2001 civil parish liczyła 52 mieszkańców.